# 杉本彩

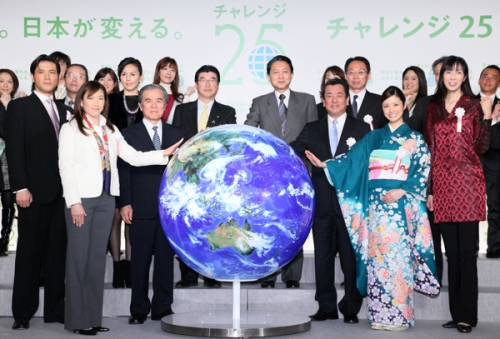
2010年1月、チャレンジ25キャンペーンキックオフ・イベントにて内閣総理大臣鳩山由紀夫らと（杉本は前列左から2人目）

杉本 彩（すぎもと あや、1968年7月19日 - ）は、日本のタレント、レースクイーン、女優、グラビアアイドル、歌手、ダンサー、小説家、実業家、動物愛護活動家、作詞家、作曲家である。株式会社オフィス彩所属で代表取締役。公益財団法人動物環境・福祉協会Eva理事長。
京都市東山区出身。本名は、松山 基栄（まつやま もとえ）。事業活動などに際しては、本名を使用している。
身長168cm、B82cm、W58cm、H86cm（1987年5月、18歳時）。

## 人物

### 生い立ち
東山区祇園出身で、当時は両親と妹と祖母と暮らしていた。京都市立有済小学校 、京都市立弥栄中学校卒業。京都府立北稜高等学校中退。
幼い頃は祇園に今ほど観光客はおらず、新門前通や新橋通などを遊び場にして毎日元気に走り回っていた。子供の頃はおばあちゃん子で、夏場は祖母が仕立てた浴衣を着て祇園祭に訪れるのが楽しみだった。母方の祖父母が着物関係の仕事をしていて母はテーラー、父は洋服の生地を扱うサラリーマンだったが、杉本が中学生の時に父が脱サラして、母もテーラーを辞め小料理屋を始める。
しかし、父が知人の借金の保証人になっていて、その知人が借金を返済しないまま失踪してしまう。悪徳金融業者に借りた借金は、法外な利子で雪だるま式に増えていったという。住んでいた家は差し押さえられ、金融業者の執拗な催促が連日続いた。杉本は両親と共に悪徳金融会社に連れて行かれ、一緒に頭を下げさせられたこともあったという。
杉本は高校受験をひかえていたが、進学費用の捻出もままならないほど杉本家の経済状況はひっ迫し、母親はそんな父親に愛想をつかし新しい恋人に走り、家庭は崩壊する。精神的に追い詰められた杉本は15才の時に刃物で手首を切り、自殺を図るが、母親が早く発見したために一命を取り留めた。高校入学直前に祇園から京都市内に引っ越したが、その後両親は離婚した。
家庭内がゴタゴタしたことから「早く自立したい」と強く思うようになり、その後16歳の時にスカウトされた。モデルの仕事を始めたことでほどなくして高校を中退し、勉強は通信教育に変えた。モデルとして必死に働き、17歳の頃に自立できるぐらいの収入が得られたことからアパートで一人暮らしを始めた。
モデルやキャンペーンガールなどの経験を重ねる中、彼女の大人びた容姿に興味を持ち話しかけてきた芸能事務所スターダストプロモーションのスカウトにより全国区のデビューを持ちかけられ、芸能界入りが決定した。当時、芸能界は憧れて入ったわけではなく、「自分が自立して生きていくための一番の近道だった」と語っている。
1987年に東レキャンペーンガールとしてデビュー。日本人離れしたプロポーションで、大胆なハイレグ水着を着こなし話題を呼んだ。以後、ダンサー、作家など幅広い分野で活躍。現在は、公益財団法人動物環境・福祉協会Eva理事長。動物愛護活動家として、日本の動物福祉の向上を目指している。
興味本位でタバコを吸ってみたことがあったが、おいしいと感じることもなかったため吸わなくなった。以来、本人曰く「基本的に」タバコが嫌いで会社の芸能部のスタッフには、給料以外に1万円の“禁煙手当て”を出している。外見から喫煙者に見られることが多く、レストラン等では黙っていても灰皿を出されてしまうと語っている。(なお、彼女の出演した「愛の新世界」や「君といつまでも」などのように、演じる役柄によっては、実際にタバコを吸う場合もある。)。しかし、葉巻はたまに酔った勢いで吸うことがあると、「月刊 杉本彩」のメイキングDVDにて発言している。夫は元々は喫煙者であったが、杉本の説得により禁煙した。

### 経歴
東京でも当初はモデルとしてデビュー。スタイルの良さから水着やボディコンシャスな服を着用するキャンペーンガールなどに起用される。
19歳当時には『オールナイトフジ』で中村あずさのアシスタント役に抜擢。堂々とした立ち居振る舞いや媚びのないセクシーさから、女性からの支持も多く集めた。また、音楽活動にも活躍の場を広げ、特に学祭出演が多かったことから「学祭の女王」の異名も持った。この頃から、「Sha-La-La」や「愛が知りたい」など自分の歌唱曲の作曲も、自身で行うようになる。
当初は京都から東京に通って仕事をしていたが、その後スケジュールの都合で通うのが難しくなったため、20歳の頃に本格的に上京。上京後から世田谷区桜新町で暮らし始めた。
1991年（平成3年）、24歳の時に個人事務所株式会社 オフィス彩を設立。
1993年（平成5年）の『ENFIN』を皮切りにヘアヌード写真集を多数発表。官能小説を執筆したり、団鬼六の代表作『花と蛇』の映画化の主役に抜擢されるなど「エロスの伝道師」を標榜し、バラエティ番組の出演も増えた。
「運命に逆らう」という意味をもつスキンケアブランド『アンデスティノ』を立ち上げたが、2010年（平成22年）8月31日、経営陣に加えていた妹との経営方針をめぐる対立により株式会社アンデスティノの取締役及びプロデューサーを退任（詳細は後述）。同年9月、新たなブランド「リベラータ」を設立しプロデューサーに就任。
2023年、YouTubeチャンネル『Aya sugimoto TV』を開設。

### 私生活
- 1992年（平成4年）にミュージシャンで音楽プロデューサーの沼田年則と結婚したと『新伍&紳助のあぶない話』出演中に明かしたが、後日、別のバラエティー番組で“夫とのセックスレス”を告白、2003年（平成15年）7月24日に離婚[12]。
- 2010年（平成22年）に出版した著書「リベラルライフ」の中で、結婚期間中に当時、うつ病を患っていた実母を引き取り同居していたが、精神的に不安定だった実母の夫に対する暴言がたびたびあり、また杉本自身が売れっ子になったことでの夫婦間の感情が悪化したことなどが、離婚の引き金になったことを明かした。
- 「リベラルライフ」及びそれに関連する各週刊誌やスポーツ新聞でのインタビューにおいて、その後自身が経営していた化粧品会社「アンデスティノ」の役員となっていた実妹夫婦が同じく同社の幹部の杉本の友人[注釈 3]と経営方針を巡り激しく対立したため、母・妹と絶縁し彼女らへの仕送りを中止し「アンデスティノ」の経営権を妹に譲り自身は退社したいきさつや[注釈 4]、実母と離婚していた実父は既に別の女性と再婚し、実父及び実父の再婚相手とは良好な関係を保っていることも合わせて公表した[13]。なお実父は2020年に他界している[14]。
- 上記の実母・妹夫婦との対立は杉本の再婚後に彼らが女性週刊誌のインタビューに応じた事で再燃し、ブログで再度上記の経緯を説明したのち、「アンデスティノ」が既に倒産したこと、倒産の際に妹が破産管財人とトラブルを起こした事、幼少時より可愛がっていた猫を実母が勝手に捨てるなどの精神的虐待を受けていた事を明かした[15]。
- 2011年（平成23年）4月17日に、「オフィス彩」で副社長を務める一般男性と再婚[16]。2月の時点で結婚を決めていたが、東日本大震災を受けて8月31日に発表し、会見を行った。この再婚を機に、東京でのタレント活動・事務所経営を続けながら、生活の拠点を20年振りに京都市内へ移している[17][18]。

### エピソード
趣味・特技は社交ダンス。『ウッチャンナンチャンのウリナリ!!』がきっかけでハマったという。『ウリナリ芸能人社交ダンス部』などの番組企画で社交ダンスを特訓した際には、バラエティ番組の域を超えて心身ともに徹底的に打ち込んだ。ペアの相手は南原清隆で1級を獲得している。練習中、激しい転倒などもあり肋骨と鼻骨を骨折している。担当のプロデューサーは最終目標の大会に出場しなくても、すでにその準備の映像で十分ドキュメンタリーとして成立することを理由に、杉本の辞退・静養をすすめたが、本人は「一緒に努力してきたチームメイトや南原に申し訳が立たない」と激痛に耐えて、痛み止めを打ちながらついに大会の最後まで踊り通した。番組終了後も続けていると『徹子の部屋』で語っている。
恵昇院の檀家で、本能寺が菩提寺。高祖父はドイツから来た医者であり、16分の1ドイツの血が流れている。
容姿や外見からサディストに見られやすいが、本人はむしろマゾヒストと語っている。
芸能人で唯一尊敬し、影響を受けた人はイタリアの歌手ミルバ。
60代70代になる頃には、「愛に溢れた女性でありたい」「将来的には社会に貢献できる仕事をしていきたい」と語っている。
大切にしている事は「愛すること」「情熱を傾けること」「許す（赦す）こと」の3つである。
方向音痴である（2020年9月9日放送、『ホンマでっか⁉︎TV』より）。
詳細な番組名は不明だが、ラジオ番組の初のレギュラーが名古屋の放送局で、初主演ドラマも愛知県内で制作された作品だった。このため本人は、「(女優、タレントとしての)“杉本彩”の始まりの場所は、名古屋」と位置づけている。
和洋、ジャンル問わずとにかく踊ることが大好きで、子供時代はバレエを習っていたり、夏場に隣町の盆踊りを踊るのが特に好きだった。
先述の通り長年桜新町で暮らしたことから、本人は「桜新町は、第二の故郷」と評している(ただし2022年現在も居住しているかは不明)。桜新町の住民からは水前寺清子、やくみつると並んで「桜新町3大有名人」と称されているという。また、桜新町で毎年4月に開かれる「さくらまつり」では、水前寺によるオンステージが定番だが、過去に一度だけ杉本がアルゼンチンタンゴを披露したことがある。

### 料理
- バラエティー番組『愛のエプロン』では料理上手という意外な一面をみせた。料理評論家の服部幸應には「塩梅がいい。料理人になってもよかったんじゃないかと思う。プロでも100人中1人いるかいないか」と評される。
- 『恐怖の食卓』では独特な食生活が暴露され、9人の医師から逆パーフェクト（全員から病を宣告される）されたこともあるが、トークショーでは「たしかに肉が好きだけど、本当はちゃんと野菜も食べてる。テレビ番組ってそんなもんなんです」と発言した。本人曰く、「料理をするようになったのは中学生の頃から」であり、番組のためににわかに仕込んだ腕前ではない。
- 昔は野菜が大嫌いでほぼ毎日、肉を食べていたが、現在は週に一回程度しか食べなくなった。ただし仕事の都合上、付き合いの席等で肉が出てきた時は感謝し全部いただくと語っている[21]。
- 米を好んでおり、「どんな料理を食べても、白いご飯を最後に食べないと食事を終えた気持ちになれない」と語ったことがある。自宅拝見のテレビ番組の中で、米は最高ランクのものを取り寄せ、可能な限りその米の産地の水を使い、土鍋で炊いている、という拘りぶりを語った。また小さい頃からの大好物は卵かけご飯であるという。

### 犬猫の動物愛護
- 大の猫好きであり、20歳の時からボランティアで捨て猫の里親探しをしている。「将来は一軒家で、もっと多くの猫達の面倒をみたい。今、手がけているビジネスでも成功したら、私腹を肥やすのではなく、大好きな動物たちに何らかの形で還元したい」と語っている。
- 動物愛護(保護)活動のきっかけは、24歳の頃にドラマ撮影所の敷地内でウイルス性の風邪にかかった子猫を見つけ、一時保護したこと[注釈 8]。その後も猫を保護する機会があったが、「これは目の前の命を救うだけではだめだ。問題の根源を解決しないと」ということに気づいた。個人で署名運動やビラ配りを始めたが一人の力に限界を感じ、後に福祉協会Evaを立ち上げることとなった[2]。
- 最近では、東日本大震災の影響により飼い主と離れ離れになった7匹の猫の里親となる[22][23][24]。

- 現在も多くの猫を飼っており、名前は、ベティ（大阪の読売TV前で拾った）、マイケル、月子、ダイちゃん（被災地から保護）[25][26]、アストル、ミルバ、小春、ももじろうの里親になる。
- 過去には、モモタロウ（以前住んでいたマンションの前で拾った）、たま（二子玉川で拾った）、ドン（北海道で拾った）、ベベ（北海道で拾った）、トム、さくら（岡崎市の動物保護センター「Animo（あにも）」より里親になる。さくらは猫エイズ陽性で小脳に障害がある）[27]、アントニオ（近所の人が拾ったのを貰った）、花子（被災地から保護）、コタロウ（被災地から保護した花子が出産した猫）という猫も飼っていた。
猫の他に保護施設で部屋の隅にいた老犬のパピヨンを引き取って飼っており、「小梅」と名付けている[28]。何時も何かに怯え、犬らしい反応を示さない事から『天才!志村どうぶつ園』で動物と話せる女性・ハイジに小梅が何故、怯えているかを聞いてもらった所、前の飼い主から想像を絶する虐待を受けており、そのトラウマから怯えた性格になったと判明した[29][30]。
- 2012年（平成24年）に、大阪の悪質な繁殖場の崩壊から、レスキューされた5歳のフレンチ・ブルドッグ「きなこ」とロングヘアーチワワ「でんじろう」の里親となる。[31][32]
- 以前飼っていた猫のうち1匹が心臓病で急死し、「もっと出来ることがあったのでは」と後悔したため、現在飼っている猫達には留守中にペットシッターを自宅に呼ぶなど、彼らの健康や生活のためには手間や投資を惜しまない。
- 以前に家族で訪れた犬猫専門の動物園の環境が劣悪だったことにショックを受け、これが動物愛護により一層傾倒するきっかけとなった[33]。
- 1994年（平成6年）にはフジテレビ系テレビドラマ「裸の大将・イルカに乗った清」（関西テレビ制作）で舞台となったみさき公園でイルカショーのトレーナー役を演じ、わずか1日でイルカの背中に乗って水上を滑走する「サーフィン」を披露し、当公園のスタッフから驚嘆された（本職のトレーナーでも、1日で習得することは極めて難しい芸であるため）。
- PETA（動物の倫理的扱いを求める人々の会）の反毛皮広告のモデルに、無償で出演した。上記にある動物保護に対する情熱をPETAは高く評価、同団体で日本人初のヌードモデルとなった[34][35]。
杉本は「ノーファーや動物愛護は強要するものではなく、本人がどう思うか、どう感じるか、そしてどう動くかだ。」と語っており、毛皮の製造過程を知った2006年（平成18年）から毛皮を着用しなくなり、自身がデザインを手がけるファッションブランドも全てフェイクファーを用いている。
- 杉本彩が取締役及びプロデューサーを務めている化粧品ブランド「リベラータ」では上記の理由で原料の段階から動物実験は行っていない[36]。またブラシは人工毛を使用している。
- 2014年2月に一般財団法人　動物環境・福祉協会「Eva（エヴァ）」を設立[37]。
- 2015年2月26日に公益財団法人 動物環境・福祉協会Evaとして認定される。

## 出演

### 映画
- 湘南爆走族（1987年） - 桃山マコ 役
- 愛の新世界（1994年） - 冴子 役
- 唐獅子 姐御（1994年） - まゆみ(英二の恋人) 役
- 罠（1994年）
- 私立探偵 濱マイク 完結編『罠 THE TRAP』（1996年）
- DONOR（1996年）
- 吸血温泉へようこそ（1997年）
- ウルトラシリーズ
  - ウルトラマンティガ&ウルトラマンダイナ 光の星の戦士たち（1998年） - キサラギ・ルイ 役
  - ウルトラマンコスモス2 THE BLUE PLANET（2002年） - 女性リポーター 役
- ワイルドタッチ2（1999年）
- 週刊バビロン（2000年）
- Jam Films2（2003年）
- 花と蛇（2004年） - 遠山静子 役
- 花と蛇2 パリ/静子（2005年） - 遠山静子 役
- 極道の妻たち 情炎（2005年） - 英玉 役
- オトシモノ（2006年） - 青沼久美（黒服の女性） 役
- LOVE DEATH（2006年） - ユマ 役
- Cross Chord（2006年） - シスター 役
- 大帝の剣（2007年） - 姫夜叉 役
- JOHNEN 定の愛（2008年） - 阿部定 役
- シルバーホストG（2008年）
- CASINO（2008年）
- 九転十起の男3（2008年）
- Blood ブラッド（2009年） - 美夜子 役
- 弁天通りの人々（2009年） - 富貴楼女将 役
- 仮面ライダーW FOREVER AtoZ/運命のガイアメモリ（2010年） - マリア・S・クランベリー（大道マリア） 役
- 私の奴隷になりなさい（2012年） - コバルトブルーの女 役
- 009ノ1 THE END OF THE BEGINNING（2013年） - Dr.クライン 役
- R-18文学賞 Vol.1 自縄自縛の私（2013年）
- 愛に渇く -thirst for love-（2015年） - 研究所長 役
- 柳生十兵衛 世直し旅（2015年） - かえで(くノ一) 役
- あまのがわ（2018年） - 鷲尾靖子 役
- 美しき誘惑-現代の「画皮」-（2021年）- 塩村智子 役
- ミュジコフィリア（2021年）
- いまダンスをするのは誰だ?（2023年）- シルビア 役

### Vシネマ
- 女神がくれた夏（1990年） - 主演・アーヤ / 由季(二役) 役
- 女囚処刑人マリア2（1995年） - 主演・九条マリア 役
- 君といつまでも（1995年） - 和泉田茜 役
- 仮面ライダーW RETURNS 仮面ライダーエターナル（2011年） - プロフェッサー・マリア（大道マリア） 役
- HOKURO 百発病伝説（2003年） - 百代 役

### テレビドラマ

#### NHK
- 君の名は（1991年） - 水沢/戸村奈美 役
- 元禄繚乱（1999年） - 浮橋太夫 役
- 赤ちゃんをさがせ（2003年） - 栗木るみ 役
- 御宿かわせみ（2005年） - お栄 役
- そこをなんとか2（2014年） - 大木淑美 役

#### 日本テレビ
- 火曜サスペンス劇場「季節はずれの宿泊客」（1993年） - 川奈京子 役
- お茶の間（1993年） - 小金井 役
- 三軒目の誘惑（1994年） - 畑中彩子 役
- 私立探偵 濱マイク 第9話（2002年）
- ぼくの魔法使い（2003年） - 杉本彩 役
- 地獄少女（2006年） - 骨女 役
- 生誕100年記念 松本清張ドラマスペシャル・書道教授（2010年） - 勝村久子 役

#### テレビ朝日
- 明智小五郎の挑戦!みだらな喪服の美女（1994年） - 大牟田瑠璃子 役
- 棟居刑事の情熱（1997年） - 貝塚良江 役
- 花吹雪美人スリ三姉妹（1998年） - 花吹雪月子 役
- TRICK（2003年） - 京明日香 役
- ああ探偵事務所（2004年） - 丸山マリモ 役
- 帰ってきた時効警察（2007年） - 尾沢ミツコ 役
- おとり捜査官・北見志穂（2010年） - 田中雪絵 役

#### TBS
- オイシーのが好き!（1989年） - 五能亜理香 役
- デザートはあなた（1993年） - 海野潮子 役
- 水戸黄門外伝 かげろう忍法帖 第5話（1995年） - 桔梗 役
- WHO!?（1997年） - 大福吉乃 役
- ウルトラマンダイナ（1998年） - キサラギ・ルイ 役
- 離婚計画〜いつか愛したあなたへ〜（2000年） - みちる 役
- 税務調査官・窓際太郎の事件簿10（2003年） - 橋本菊江 役
- 美少女戦士セーラームーン（2003年） - クイン・ベリル 役
- 金田一耕助シリーズ「白蝋の死美人」（2004年） - 立花マリ 役
- 四谷くんと大塚くん/天才少年探偵登場の巻（2004年） - 四谷美咲 役
- 夜王～YAOH～（2005年） - 二階堂フジコ 役
- 弁護士のくず（2006年） - 大塚小百合 役
- 狩矢警部シリーズ15・京都タペストリー殺人事件（2015年） - 鈴乃 役
- きみが心に棲みついた（2018年） - 池脇久美子 役
- 婚姻届に判を捺しただけですが（2021年） - 大加戸葉子 役

#### テレビ東京
- 優しいだけがオトコじゃない（1990年） - ひろみ 役
- 刑事追う!（1996年）
- 徳川剣豪伝 それからの武蔵（1996年）
- 次郎長三国志（2000年） - お園 役
- 松本清張特別企画・わるいやつら（2001年） - 戸谷慶子 役
- 女の中の二つの顔（2004年） - 佐島彩乃
- 下北GLORY DAYS（2006年） - 榎艶子 役
- 駐在刑事（2014年 ‐ ） - 中瀬由紀子 役
- 警視庁ゼロ係（2019年） ‐ 青島千晶

#### フジテレビ
- キモチいい恋したい!（1990年） - 佐久間ゆみえ 役
- 裸の大将 第62話「イルカに乗った清」（1993年） - 益田紀子 役
- 沙粧妙子-最後の事件-スペシャル（1997年） - 中原彩香 役
- 離婚弁護士II〜ハンサムウーマン〜（2005年） - 白石美由紀 役
- 関ジャニ∞青春ドラマシリーズ（2007年） - 星野恭子 役
- あんみつ姫2（2009年） - 錦玉 役
- デート〜恋とはどんなものかしら〜（2015年） - みどり 役
- 世にも奇妙な物語 '16春の特別編「美人税」（2016年） - 古参囚人 役

### バラエティー・情報番組
- 魔女たちの22時 - レギュラー
- ダウンタウンDX - 準レギュラー
- クイズ世界はSHOW by ショーバイ!! - 準レギュラー
- ホンネの殿堂!!紳助にはわかるまいっ - 準レギュラー
- HEY!HEY!HEY! MUSIC CHAMP - 不定期。名曲パネラー
- ロンドンハーツ - 不定期
- 秘密のケンミンSHOW - 不定期
- シャル・ウィ・ダンス?〜オールスター社交ダンス選手権〜
- ウッチャンナンチャンのウリナリ!!
- ウリナリ芸能人社交ダンス部
- 有名人最恐怪談スペシャル
- zubzub Bar（Music Japan TV） - 司会
- お悩み告白TV
- いい旅・夢気分
- 女神のキセキ
- ひるブラ - コメンテーター
- ソロモン流 - 2012年1月29日放送分までの時点で、杉本に焦点を当てた特集を2回にわたって放送。
- 夜も一生けんめい。
- 杉本彩の本命レシピ （食と旅のフーディーズTV） - メインパーソナリティー。寺田真二郎と共演。杉本が考える「男のために作る料理」をコンセプトに独自のアイデアをプラスさせる料理番組。
- プレバト!! - 不定期出演（盛り付け・特待生1級）
- ビートップス
- 西国三十三所

### ウェブテレビ
- 極楽とんぼKAKERUTV ♯29 フリースタイルY談（2017年11月30日、AbemaTV）[38]

### ラジオ
- くにまるワイド ごぜんさま〜（2009年8月24日 - 28日、文化放送）
- 山田花子と杉本彩と増山さやかのちょっとどうなのよ?（2006年 - 2007年、ニッポン放送） - レギュラー
- NiSSEKI SOUND VOYAGE（TOKYO FM）
- ウラのウラまで浦川です（ABCラジオ、2025年4月1日 - ）
- 杉本彩のEvaRoom（2025年2月5日）（八王子FM）

### CM
- シバウラ コンバイン（1985年） - 元近鉄監督西本幸雄と共演
- マツダ ファミリア（1985年） - 中井貴一と共演
- 花王 8×4、8×4フレッシュパウダー（1988年）
- Schick シックスーパーII（1989年）、Wet Shaving（1990年）
- A&D P 、CROSS （1989年 - 1990年）
- 日邦東薬品工業・若甦（1989年 - 1990年）
- 肉の名門やましげレストラン（1990年） - 関根潤三と共演
- エステール ジュエリー（1991年）
- 三共（現・第一三共ヘルスケア） Zize / ジゼ（1991年 - 1992年）[39]
- スリムビューティハウス（1992年）
- ノーベル製菓 - CDも発売
- ラウンドワン（2007年） - 桜塚やっくん、青田典子、光浦靖子と共演
- サントリーBOSS『贅沢微糖いいとこドリップ』（2008年） - 伊藤淳史、武藤敬司と共演
- ショップジャパン コアリズム（2008年 - ）
- キャッシング エイワ
- 日本アジア航空 - 浜美枝と共演
- ヤマサ醤油 ヤマサ昆布つゆ『対策昆布』編（関西エリアのみ放映　2012年4月～放映終了時期不明）
- ダリヤ サロンドプロ『仕上がりが違う篇』（2013年 - ）
- KDDI[40]『au 4G LTE 800MHz・推理ドラマ篇』（1月 - 2月） - 福士蒼汰、剛力彩芽、大和田伸也、池田成志と共演
- waqoo 『肌ナチュール』（2014年 - ）
- JR東日本 『みんなが贈りたい。JR東日本おみやげグランプリ』（2017年5月 - 6月）

### PV
- FUNKY MONKEY BABYS「雪が降る街」（2009年1月28日、ドリーミュージック）

### イメージビデオ
- 彩（1988年、クラウンレコード）VHS
- MERMAID（1988年6月8日、大陸書房）VHS
- MOON CAT〜危険なささやき〜（1988年9月9日、ケイブンシャ）VHS
- AYA in The RESORT（1988年12月1日、大陸書房）VHS
- COOL PLAY（1990年4月21日、JVD）VHS
- セクシーダイナマイト（1991年4月、パワースポーツ）VHS、LD、DVD
- Sexy Spy（2006、奥村遊機）DVD　*パチンコメーカーの販売促進用非売品

### DVD
- SKE48「キスだって左利き TYPE-A」（2012年9月19日、avex trax） - DVD特典映像に小木曽汐莉との対談を収録

### ゲーム
- ワンチャイコネクション（1994年11月22日、製作：セガ・エンタープライゼス 開発：マイクロネット） - 麗燕 役

### 吹き替え
- 地獄の女スーパーコップ（ヴィッキー・スチュワート〈トレイシー・ローズ〉）

### その他
- ハートネットTV「運命は選べない、でも適応はできる　脳出血からの復活　出口治明」（2025年1月25日、NHK Eテレ）- 聞き手[41]

## ディスコグラフィ

### シングル
| 枚  | 発売日         | タイトル               | 規格品番 | 発売元           |
| --- | -------------- | ---------------------- | -------- | ---------------- |
| 1st | 1988年4月21日  | Boys                   | CWP-92   | クラウンレコード |
| 2nd | 1988年12月5日  | 13日のルナ             | CWP-98   | クラウンレコード |
| 3rd | 1989年4月12日  | 日曜はだめよ           | CWP-104  | クラウンレコード |
| 4th | 1990年1月21日  | B&S                    | ZLS-31   | クラウンレコード |
| 5th | 1990年6月5日   | うさぎ                 | CRDP-2   | 日本クラウン     |
| 6th | 1990年11月5日  | ゴージャス             | CRDP-7   | 日本クラウン     |
| 7th | 1991年10月21日 | 輝いてて…              | BVDR-68  | BMGビクター      |
| 8th | 1992年5月21日  | 愛が知りたい           | BVDR-103 | BMGビクター      |
| 9th | 1993年1月8日   | Le SOIR 〜永遠の別れ〜 | BVDR-157 | BMGビクター      |

### コラボレーション・シングル
| 枚  | 発売日         | タイトル             | 規格品番   | 名義                                   | 発売元        |
| --- | -------------- | -------------------- | ---------- | -------------------------------------- | ------------- |
| 1st | 1991年9月25日  | ナイスチョット       | PIDL-1032  | 夜も一生けんめい'S（逸見政孝・杉本彩） | パイオニアLDC |
| 2nd | 2006年11月22日 | 逆にそれって愛かもね | BVDR-19699 | 純一&彩                                | BMGジャパン   |

### アルバム

#### オリジナルアルバム
| 枚  | 発売日         | タイトル                                   | 規格品番   | 発売元                     |
| --- | -------------- | ------------------------------------------ | ---------- | -------------------------- |
| 1st | 1988年07月21日 | 彩                                         | ZA-501     | クラウンレコード           |
| 2nd | 1988年12月16日 | 水の中の小さな太陽                         | ZL-120     | クラウンレコード           |
| 3rd | 1989年6月21日  | 灼熱伝説                                   | SHD-1      | クラウンレコード           |
| 4th | 1990年1月21日  | BODY&SOUL                                  | CRCP-173   | クラウンレコード           |
| 5th | 1990年11月21日 | Japanese Dream                             | CRCP-20009 | 日本クラウン               |
| 6th | 1991年11月6日  | 私生活                                     | BVCR-63    | BMGビクター                |
| 7th | 1995年7月1日   | Femme Fatale                               | COCA-12700 | 日本コロムビア             |
| 8th | 2005年4月27日  | decadence 杉本彩ヨーロピアン・セレクション | VIZP30     | ビクターエンタテインメント |

#### ベストアルバム
| 枚  | 発売日        | タイトル          | 規格品番   | 発売元       |
| --- | ------------- | ----------------- | ---------- | ------------ |
| 1st | 1991年9月6日  | all of me         | CRCP-20023 | 日本クラウン |
| 2nd | 2004年9月17日 | ゴールデン☆ベスト | CRCP-20359 | 日本クラウン |

#### 音楽映像ソフト
- BODY＆SOUL（a・Live）live at okuma beach-okinawa（1990年4月21日、VHS：大陸書房、LD：日本クラウン）VHS、LD／ライブビデオ
- JAPANESE DREAM（1991年1月21日、VHS：大陸書房、LD：日本クラウン）VHS、LD／スタジオ・ライブビデオ
- all of me（1991年9月6日、VHS：大陸書房、LD：日本クラウン）VHS、LD／ベスト・ビデオクリップ＆未発表イメージ集
- 私生活　le Parfume d'AYA（1991年12月4日、BMGビクター）VHS、LD／ミュージックビデオ
- 第3次反抗期（1993年1月21日、BMGジャパン）VHS、LD／ライブビデオ
- Voyage（1995年7月1日、日本コロムビア）VHS／ミュージックビデオ

## 書籍

### 写真集
- 海風にGood-Bye（1987年9月）
- フレッシュスコラ 10（1988年3月）
- BEAUTIFUL ENERGY  彩（1988年8月）
- EASY BLUE（1988年9月）
- Seductive（1989年5月）
- SEED（1989年12月）
- ENFIN（1993年4月）
- ポルノ（2001年2月）
- Tango Ecstasy（2002年8月24日）
- 月刊 杉本彩（2003年11月10日）
- 映画「花と蛇」生写真集（2004年2月）
- 裸の貴婦人 Femme sensuelle（2004年11月30日）
- 杉本彩DVD付写真集「妖舞裸身」（2006年3月）

### 著作
- AYA もうひとりの私（1998年11月）
- オーガズム・ライフ（2004年3月）
- 杉本的、美人図鑑。（2007年2月）
- 杉本彩の男を虜にする料理（2008年4月）
- リベラルライフ（2010年10月）
- ペットと向き合う（2015年）
- それでも命を買いますか？　～ペットビジネスの闇を支えるのは誰だ～（2016年）

### 小説
- インモラル（新潮文庫）
- 京をんな（新潮文庫）
- 官能小説家R（徳間文庫）
- いい男の愛し方
- 官能小説集『エロティックス』